# 紫麻楼梯草
紫麻楼梯草（学名：Elatostema oreocnidioides）为荨麻科楼梯草属的植物，是中国的特有植物。分布于中国大陆的云南等地，生长于海拔1,550米的地区，一般生长在山地林中，目前尚未由人工引种栽培。